# Âu-Mỹ (lục địa)
Âu-Mỹ (tiếng Anh: Euramerica) hay Laurussia, lục địa cổ màu đỏ hay lục địa cổ sa thạch đỏ là một siêu lục địa nhỏ hình thành vào kỷ Devon khi các nền cổ Laurentia, Baltica và Avalonia va chạm vào nhau (thuộc kiến tạo sơn Caledonia).

## Mở rộng

Lục địa Âu-Mỹ vào kỷ Devon

Lục địa Âu-Mỹ trở thành một phần của siêu lục địa chính Pangaea vào kỷ Permi. Vào kỷ Jura, khi Pangaea tách thành hai lục địa là Gondwana và Laurasia, Âu-Mỹ là một phần của Laurasia.
Vào kỷ Creta, Laurasia tách thành các lục địa Bắc Mỹ và Á-Âu. Nền cổ Laurentia trở thành một phần của Bắc Mỹ, trong khi Baltica trở thành một phần của lục địa Á-Âu.